# Gustav Vasas befrielsekrig
Gustav Vasas befrielsekrig, Gustav Vasas uppror och Befrielsekriget är några av benämningarna på de krigshändelser som inleddes 1521 som ett uppror mot Kristian II, kung av Danmark och Norge som nyligen återfört Sverige till Kalmarunionen. Kriget ledde till att Sverige slutgiltigt lämnade Kalmarunionen och att Gustav Eriksson, senare kallad Gustav Vasa, valdes till Sveriges kung år 1523. Detta krig har inget etablerat namn utan benämns olika i olika källor. Livgardet bär på sina fanor segernamnet Befrielsekriget, samt årtalet 1521, broderat i guld.

## Upptakten
Kriget hade sin upptakt i Kalmarunionen som ingicks 1397 mellan de tre nordiska rikena Sverige, Danmark och Norge. Flera uppror i Sverige föregick kriget, såsom exempelvis Engelbrektsupproret 1434–1436 och Pukefejden, liksom perioder då Sverige valt Karl Knutsson (Bonde) till kung eller styrts av riksföreståndare.

### Ekonomi
I bakgrunden fanns en ekonomisk maktkamp om gruv- och metallindustrin i Bergslagen som tillförde större ekonomiska resurser till militär kapacitet, men också starka beroenden, till en konflikt som varat under lång tid. En ekonomisk kamp, där man finansierade parterna och stod mellan:
- Jacob Fugger (tidig extremt rik industrialist i gruv- och metallindustrin på kontinenten) lierad med de av Fugger ekonomiskt beroende påven Leo X (vars man var Gustaf Trolle) och Maximilian I (tysk-romersk kejsare) i förbund med Kristian II där hans giftermål 1515 med Elisabet av Österrike (1501–1526) bekräftade pakten.

- Hansan som i praktiken hade handelsmonopol i Sverige och Bergslagen, lierad  med Sten Sture den yngre och senare Gustav Vasa, som gjorde dem starkt beroende av Hansan.

Den planerade Kristian IIs erövring av Sverige, med Fuggers tänkta övertagande av kontrollen av Bergslagen, finansierades med en mycket stor hemgift, för Kristian den IIs maka, finansierad av Fugger. Fugger drog sig senare 1521 ur kampen efter de förlorat mot Gustav Vasa  i Slaget om Västerås (och kontrollen över utskeppningen från Bergslagen). Därmed förlorade Kristian II resurserna att vinna kriget mot Gustav Vasa, men även förlorade resurserna att upprätthålla sin ställning i Danmark (mot Fredrik I av Danmark). 
Den starkt ökade finansieringen och ekonomiska beroendet, gjorde att i omgångar kunde parterna hålla sig med större mängder dyra inhyrda legosoldater, vilket förklarar ihärdigheten och den i omgångar snabbt ändrade situationen under handlingarnas gång. Kostnaderna var betydande och där att notera är att efter Kristian III av Danmarks seger i Grevefejden i Danmark var pengarna slut. Romersk-katolska kyrkans och Hansans inflytande i Norden var till ända och reformationen i Sverige genomfördes.

### Kristian II
Kristian II var den siste danske kung som lyckades bli vald till kung av Sverige år 1520, detta genom att med tyska och danska trupper tränga in i Sverige. En svensk bondehär under Sten Sture den yngre gick för att möta hotet och härarna möttes utanför Ulricehamn (dåvarande Bogesund) i slaget på Åsundens is. Svenskarna förlorade och Sten Sture den yngre avled av sina skador under sin färd mot Stockholm. Sverige stod därmed utan någon självklar ledare. Stockholm kapitulerade till Kristian den 5 september 1520 och redan den 8 november iscensatte han Stockholms blodbad. Därefter återvände han till Danmark, i trygg förvissning om att Sverige blivit återerövrat. Detta visade sig felaktigt, och uppror bröt omgående ut.
Större delen av kung Kristians landsknektsarmé vände tillbaka till Danmark med kungen. Kvar fanns garnisoner under danska eller tyska befälhavare på de viktigaste fästningarna i landet, Stockholm, Kalmar, Stegeborg, Västerås och Örebro slott.

## Gustav Vasa
Gustav Eriksson var son till den uppländske frälsemannen Erik Johansson, sedermera dubbad till riddare, och hans hustru Cecilia Månsdotter, som tillhörde en högadlig släkt. Familjen tillhörde de mest inflytelserika i Sverige och ägde ett flertal gods i Uppland och Södermanland. Gustav föddes (troligen) 1496. Varken Gustav eller hans samtida släktingar kallade sig Vasa utan använde patronymikon i enlighet med tidens namnskick. De adliga släktnamn som ofta skapades utifrån en bild i släktens vapensköld slog igenom i Sverige först mot 1500-talets slut. 
Gustavs far och en rad andra släktingar blev dödade i Stockholms blodbad 8 november 1520. Själv befann han sig då på familjegodset Rävsnäs nära Mariefred, efter att ha flytt från fångenskap i Danmark, där han varit gisslan sedan slaget vid Brännkyrka sommaren 1518. Vid flykten i september 1519 begav han sig till Lübeck, för att i maj 1520 återkomma till Sverige (Kalmar). Efter beskedet om händelserna i Stockholm begav han sig den 25 november till Dalarna.
Detaljerna kring hans resa till och aktiviteter i Dalarna är till stor del okända, eftersom det finns mycket få källor. Den mest omfattande av dem är skriven under Gustavs regeringstid av hans nära medarbetare, västeråsbiskopen Peder Andreæ (Svart) och ses av vissa historiker som mer eller mindre dikterad av Gustav själv.
Gustavs roll i kriget mot Kristian II var inledningsvis som en av flera upprorsledare, verksamma i olika landsändar, och det krig som så småningom gjorde honom till kung var endast delvis initierat och lett av honom. Att historieskrivningen ofta har använt benämningen Gustav Vasas befrielsekrig beror alltså främst på krigets resultat - Gustav Vasa som kung för ett självständigt Sverige - snarare än på dess inledande drivkrafter och förlopp. Aktuell forskning visar också entydigt att Gustav själv inte ledde några militära operationer utan överlät detta till medarbetare med större erfarenhet av krig.

## Upproret
Under december 1520 inleddes en serie av lokala uppror. Upproren hanterades av den av Kristian lämnade regeringen under biskop Gustav Trolle och Didrik Slagheck.
I den traditionella berättelsen av inledningen av upproret, vilket saknar stöd i samtida källor, skickades till Dalarna ut en ryttarstyrka om cirka 100 man för att infånga upprorsmannen Gustav Eriksson (Vasa). Styrkan beskrivs som att bara komma till Rättvik där den sägs överfölls av uppbådade bönder. Soldaterna, återigen enligt traditionen, tog sin tillflykt i prästgården, men dörrarna blev snart inslagna av de uppretade bönderna och soldaterna led stora förluster. De drog sig därefter tillbaka mot kyrkan och satte sig i säkerhet i tornet som bönderna genast besköt med pilar. Soldaterna fick nog och begärde kvarter, vilket gavs och de fick fritt avtåga mot löfte om att inte gripa eller skada Gustav Eriksson.

### Uppror i Småland (1520) och Västsverige
Det var inte bara i Dalarna med omnejd som allmogen gjorde uppror. På sin resa söderut efter Stockholms blodbad hade Kristian avrättat stureanhängare i Norrköping, Linköping och Vadstena, och i cistercienserklostret Nydala nära Värnamo lät han dränka abboten jämte ett antal munkar. Benämningen Kristian tyrann myntades i Nydalamunkarnas minnesbok. Därefter bröt det ut uppror på flera håll i Småland. Liksom i Dalarna var de till stor del en reaktion på att Kristian låtit offentliggöra sina planer på att avväpna allmogen och samtidigt lägga på dem nya tunga skatter. Bland ledarna för upproret fanns adelsmännen Johan och Klas Kyle, som stått nära Sten Sture den yngre, och storbonden Måns Duss i Vetlanda. Klas Kyle hade räddats efter dödsdomen under Stockholms blodbad, och startade med brodern, upproret i Småland redan under december 1520. Under januari-mars 1521 spred sig upproret, kungliga fogdar dödades och Kristians folk tappade kontrollen över centrala Småland och stora delar av Kalmar län.
Även i Västergötland, Dalsland och Värmland ledde den kungliga befallningen om böndernas avväpning till starka protester. Upproret i Västergötland började bland bönderna men snart tog lagmannen Nils Olsson (Vinge) på sig uppgiften som upprorsledare och vid landstinget i Skara den 2 juni anslöt sig alla ombuden, även den talrika adeln, till upprorssidan och utsåg Nils Olsson till hövitsman.

### År 1521

#### Början på upproret i Dalarna
Gustav Eriksson kom vid årsskiftet till Mora.
Enligt den traditionella berättelsen så vägrade befolkningen i Mora ställa upp för Gustav mot Kristian. Han beskrivs då att han inte var säker i Sverige, utan gav sig av på skidor mot Norge. Samtidigt som Gustav gav sig av kom fler svenska adelsmän till Mora, och även den icke adlige Lars Olofsson. De kunde berätta om Kristians framfart, om Stockholms blodbad och hur den svenske riksföreståndaren Sten Sture den yngres lik hade grävts upp och skändats. Dessutom påstod de att Kristian nu skulle straffa dalkarlarna. Dessutom så förebrådde de nyanlända dalkarlarna för hur de behandlat Gustav Eriksson som så ofta utmärkt sig i strider mot danskarna. Snart vek sig männen i Mora och de skickade ut två skidlöpare, Lars från Kettilbo och Engelbrekt från Mora, efter Gustav som snart återfördes till Mora.
Det finns dock inga historiska bevis på att skidlöpningen skedde utan är troligast ett historiskt påhitt. Aktuell forskning trycker också på att dalfolkets upprorsvilja inte – eller i varje fall inte primärt – berodde på Kristians hårda behandling av den svenska adeln. De ville i stället förhindra Kristians planer att avväpna allmogen, införa extraskatter och inskränka möjligheterna till utrikeshandel med de för Dalarna viktiga varorna koppar och järn.
Kristian hade i början av december fått underrättelser från Dalarna om hur det "där uppe skulle vara och vanka någre skalkar, som föra stor oro bland allmogen och illa tala på oss", som han skrev till sin hövitsman på Västerås slott, Henrik von Melen. Kristian uppmanade von Melen att undersöka saken och straffa de ansvariga. När kungen hade nått Jönköping fann han det nödvändigt att den 12 januari 1521 utfärda ett offentligt brev till invånarna i Västerås stift. I brevet varnade han dem för Gustav Eriksson och andra upprorsmakare som "med lögnaktiga rykten och stämplingar sökte bedraga den goda allmogen". Istället uttryckte kungen sin tillit till folket och förväntade sig att de själva skulle gripa och straffa Gustav Eriksson och hans anhängare. Von Melen hade dock redan den 6 januari hållit ett möte med folket i Tuna, söder om Runn, där han hade fått ett löfte av folket att inte "hysa eller hemma" orosstiftarna. Några ombud tycks ha utsetts för att åka till övre Dalarna, men deras resa avbröts när de mottog ett brev i Mora med landets sigill. Brevet meddelade att "kopparbergsmän, järnbergsmän och menige Dalarne" rest sig, och att de andra borde vara redo att följa deras exempel.
I mitten av januari 1521 sammankallades folket i Mora och närliggande socknar till ett möte där Gustav Eriksson, då 24 år, utsågs till "hövitsman över Dalarna och meniga Sveriges rike". Han fick 16 livvakter han kunde styra över. Dessa 16 livvakter skulle så småningom bli Svea Livgarde.
Det första den nye hövitsmannen gjorde var att ordna sin ekonomi och omgående beslöts det att den nyuppsatta styrkan skulle gå mot Falun dit man anlände den 10 februari. Fogden tillfångatogs och allt danskt gods, samt insamlade skatter, beslagtogs. Dessutom fick man tag i stora mängder tyg som användes till uniformer och nya fanor. Styrkan drog sig tillbaka, men återkom snart för att vädja till bergsmännen att ansluta sig till upproret. Dessa gick med på detta då Kristian, och framför allt hans nya skatt, börjat bli hatad. Då bergsmännen gått med sändes även bud till Hälsingland, som erbjöds delta i upproret.
Med en nu stor styrka under sitt befäl tänkte Gustav Eriksson ta nästa steg – att inta den viktiga stödjepunkten Västerås. Detta skulle ha kunnat ge upproret en bra bas, samtidigt som det låg nära både till Uppsala och Stockholm. Gustav fick diplomatiskt svar från hälsingarna, som var nöjda med sitt nuvarande samarbete. Gustav vände sig då till Gästrikland som tämligen snabbt gick med i upproret. Detta innebar att även Gävle, som den första staden, ställde sig på Gustavs sida. Denna framgång för Gustav skapade en stark medvind för upproret som nu lockade till sig stora skaror med folk. Hären växte, och även adelsmän som hållit sig gömda kom nu fram och ställde sig på Gustavs sida.
Regeringen i Stockholm började förstå att något allvarligt höll på att hända, och de sände en stark styrka norrut för att kväsa upproret. Härarna manövrerade sig närmare varandra, och snart blev det tydligt att ett slag skulle komma att stå. Slaget vid Brunnbäcks färja i april 1521 blev det första verkliga fältslaget under befrielsekriget.

#### Samordning mellan olika landsändar
Efter segern vid Brunnbäck hade Gustav vunnit sin första stora seger, men nu hade även regeringen och kung Kristian förstått att situationen var väsentligt allvarligare än tidigare. Gustav samlade fler män inför anfallet på Västerås, samtidigt som de regeringstrogna samlades utanför staden.
I detta läge insåg Gustav att han nu behövde en väsentligt mer välövad och drillad armé. Det skulle inte längre fungera med uppbådade bönder. Så innan de anträdde marschen mot Västerås övades styrkorna, och de delades in i rotar och fänikor, samtidigt som dugligt folk sattes som befäl över dessa. I april tågade så styrkan mot Västerås. Den 23 april mönstrades styrkan vid Romfartuna, cirka 2 mil från Västerås. Fem dagar senare bröt man upp och tågade i två avdelningar mot Västerås. Samtidigt utfärdade Gustav en officiell krigsförklaring mot Kristian II.
Slaget om Västerås inleddes med att Gustav Vasa med trupper anlände till Västerås 29 april och började förbereda en belägring. Då Didrik Slaghecks trupper fick se bondehären gjorde de ett utfall som Gustav Vasas trupper lyckade stå emot. Någon avgörande seger lyckades man dock inte vinna, utan kungens trupper höll sig kvar i staden i en månad och gjorde flera nya om än misslyckade utfall. Hälsingarna beslutar sig till slut för att hjälpa Gustav och den 20 maj gav kung Kristians soldater staden förlorad, lämnade en garnison i Västerås slott och lät utskeppa övriga trupper. Västerås slott kom att hålla ut fram till 30 januari 1522, då försök att undsätta slottet sjövägen från Stockholm misslyckats.
Gustav Trolle hade i april sänts mot Hälsingland, men när hans tvåhundra ryttare såg den tusenhövdade bondehären flydde de söderut och vid slutet av april 1521 var Gustav Vasa herre över Dalarna och hade stöd av Gästrikland, Västmanland och Närke med undantag av slotten.
Den 15 juli 1521 blev det riksmöte i Stockholm. Gustav Vasa erbjöds fri lejd till Stockholm. Allting skulle vara förlåtet. För att bevisa detta lät Gustav Trolle låsa in Didrik Slagheck, dessutom lovades stora mängder med malt och humle. Gustav Vasa avvaktade. Snart hade revolten nått Brunkeberg men bönderna kunde omöjligt storma staden. 
Det blev lugnare under sommaren 1521. Många åkte hem så länge till sina gårdar och hjälpte till med skörden. Lars Siggesson Sparre, som också varit gisslan hos Kristian II men som gått över till kungens sida, gick nu över till Gustav Vasa. Även Hans Brask och Ture Jönsson gick över till Gustav Vasa och under senare hälften av augusti erkändes han av Götalandskapen som Sveriges rikes hövitsman och riksföreståndare på en herredag i Vadstena. Samtidigt lämnade den av Kristian II insatta regeringen Sveriges område.
Den församling som utsåg Gustav till riksföreståndare i mötet i Vadstena 1521 bestod av en relativt liten krets av stormän, främst från de södra landskapen. De bönder och andra ofrälse som burit fram honom i tidigare skeden av upproret fanns inte representerade. Samtidigt höll större delen av högadeln i Östergötland, Sörmland och Uppland fortfarande fast vid unionskungen Kristian. Upprorets fortsatta spridning och valet av den högadlige Gustav till riksföreståndare fick dock många att byta sida, alternativt att fly till Danmark för att slippa bli ihjälslagna. Bondearméerna fick allt mindre betydelse i krigföringen, som nu i stället genomfördes av tyska legoknektar och svenska soldater som rekryterats mot betalning, förstärkta av ryttare från den svenska adeln.

### År 1522
Strax före julen 1521 gick befälhavaren på Stegeborg i Östergötland, Berend von Melen, över till Gustav Eriksson och slottet Stegeborg föll i händerna på upprorsarmén. I Berend fick Gustav en medarbetare med stor militär erfarenhet och goda kontakter med Lübeck. Örebro och Västerås slott belägrades och intogs i början av 1522. De viktigaste av fästningarna höll dock stånd och Gustav och männen kring honom insåg att de inte kunde erövras utan örlogsfartyg och tungt artilleri. De inledde förhandlingar med Lübeck, som hade ett eget intresse av att kunna bedriva handel utan att hindras av den danske kungens restriktioner. Lübeck fick löfte om tullfrihet i Sverige mot hjälp med fartyg, krigsfolk, kanoner och andra bristvaror. Från maj deltog Lübeck aktivt i kriget och de danska fästena i Stockholm och Kalmar utsattes under hösten för en allt intensivare belägring. Samtidigt började Gustav, Berend von Melen och Lübeck planera en operation för att erövra Skåne och andra östdanska landskap. I november besegrade även en svensk-lübsk flotta den danska flottan i sjöslaget vid Stockholm vilket hindrade viktiga livsmedel från att nå den danska besättningen i Stockholm.

### År 1523
Fälttåget mot Skåne förbereddes i januari 1523 men blev inte genomfört. I stället erövrades Blekinge och delar av det norska Bohuslän. I mars avsattes Kristian II av ett danskt uppror och Fredrik I valdes till kung i Danmark. Därmed försvann Lübecks intresse av att samarbeta med Gustav om att erövra Skåne, och fälttåget avbröts.

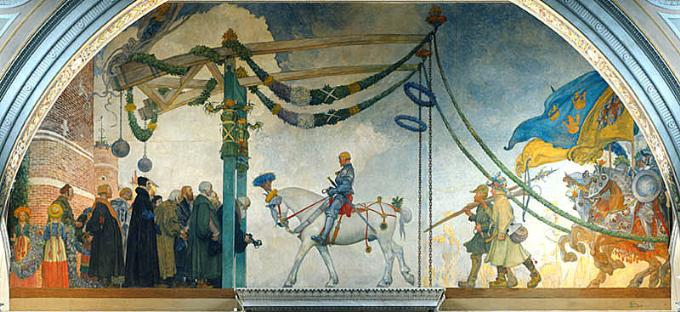
Gustav Vasas intåg i Stockholm 1523. Målning av Carl Larsson.

Kalmar intogs den 27 maj 1523. Gustav Eriksson (Vasa) utsågs till svensk kung på riksdagen i Strängnäs den 6 juni. Stockholm intogs den 17 juni, och på midsommardagen den 24 juni 1523 kunde den nyvalde kung Gustav hålla sitt intåg i huvudstaden. Under sommaren och hösten gav sig de sista fästena i den finska riksdelen och under senhösten inledde Gustav ett misslyckat försök att erövra Gotland från Danmark.

## Maktskifte i Danmark
Händelserna i Sverige gjorde att  Kristian II:s regim blev ifrågasatt även i Danmark. På grund av avrättningarna av flera biskopar i Stockholms blodbad kom han i ett spänt förhållande till kyrkan både i Rom och i Danmark, och som ett misslyckat försök att skapa en syndabock lät han i januari 1522 avrätta sin rådgivare Didrik Slagheck, som han nyligen utsett till ärkebiskop i Lund. Kristian genomdrev också en ny landslag som inskränkte adelns makt och som slog fast att kungamakten skulle vara ärftlig. Som svar på detta manade jylländska biskopar och riksråd till uppror mot Kristian  som efter fruktlösa förhandlingar lämnade Danmark i april 1523 och seglade till Nederländerna tillsammans med sin familj och sin illa omtyckta rådgivare Sigbrit Willoms. Upprorsledarnas kandidat till kungakronan var Kristians farbror Fredrik av Gottorp, som den 7 augusti 1524 kröntes till Danmarks kung Fredrik I.  
Kristian hade försökt att inskränka Lübecks och Hansans makt och göra Köpenhamn till en fri stapelstad och handelsknutpunkt. I och med Fredriks makttillträde, som i praktiken skedde redan i april 1523, ändrades denna politik och Lübeck, som stött det danska upproret, fick löfte om tullfrihet inte bara i Danmark och Norge utan också i Sverige. Fredrik hade alltså inledningsvis planer på att hyllas som kung även i Sverige men gav upp dessa tankar när Lübeck inte gav honom det stöd han hoppats på. Lübeck hade inget intresse av en återskapad nordisk union utan föredrog att ha goda politiska relationer, och därmed goda handelsvillkor, med samtliga nordiska länder.

## Freden
Gustav Vasa och Fredrik I möttes i Malmö i augusti 1524 genom förmedling från Lübeck. Kort därefter hade man nått ett fredsfördrag, där Lübeck och hansan gavs uppgiften att långsiktigt tolka frågan om de östdanska landskapens tillhörighet. Freden slöts den 1 september 1524 och kallas allmänt för Malmö recess. Det slutliga resultatet blev att Blekinge, Skåne och Gotland förblev danska och att Sverige lämnade tillbaka det erövrade norra Bohuslän till Norge, som lydde under Danmark.

## Krigets namn
Det krig som beskrivs i denna artikel har inget etablerat namn som till exempel "trettioåriga kriget" eller "stora nordiska kriget." Olika källor benämner det på olika sätt, med olika betoning av Gustav Vasas roll och av krigets karaktär av uppror eller befrielsekrig. Flera militärhistoriska källor och läroböcker använder Befrielsekriget som namn . Professor Lars-Olof Larsson använder i sin Gustav Vasa-biografi konsekvent citationstecken kring ordet "befrielsekrig". Varken Nationalencyklopedin eller det stora bokverket Sveriges historia har någon egen rubrik för detta krig utan inordnar det i stället under rubrikerna "Politisk anarki under senmedeltiden" respektive "Blodbad och efterspel", och händelserna benämns i NE som "Gustav Vasas uppror". I verket Den svenska historien från 1960-talet skriver Jerker Rosén om "resningen mot Kristian".